# La Luna (théâtre)
Pour les articles homonymes, voir La Luna.
 (mai 2015).
La Luna est un théâtre comportant trois salles de spectacle, situé à Avignon, créé en 1990 sous l'initiative de Dominique Tesio et Stéphane Marteel. Ce théâtre est l'un des théâtres permanents d'Avignon mais également un lieu du Festival off d'Avignon durant le mois de juillet. Il est situé intra-muros au 1 rue Séverine, proche des remparts et de la porte Thiers.

## Historique
Théâtre ouvert au public depuis 1990, il fête ses 30 ans en 2020. Les fondateurs du lieu, Dominique Tesio et Stéphane Marteel ont baptisé ce théâtre La Luna en référence à la lune « terrain de jeux du rêveur, du romantique, elle inspire le poète, l’écrivain, l’artiste, le cinéaste [...] elle provoque la métamorphose et la transformation de l'homme. » La Luna est l'un des théâtres dits « permanents » de la cité des Papes. Il propose non seulement une trentaine de spectacles par jour durant la période du Festival off d'Avignon en juillet, mais également une programmation permanente durant l'année de septembre à juin : stages, activités, conférences, pièces...

## Programmation
La Luna se décrit comme un théâtre qui veut placer l'humain au cœur de sa programmation artistique.
La Luna a programmé des artistes, auteurs, comédiens et metteurs en scène de renom, tels que Pierrette Dupoyet, Jean-Claude Dreyfus, Laurent Artufel, Pierre Santini, Jean-Pierre Kalfon, Bernard Pinet, Brigitte Fossey, Pierre Notte, Sergi López, Julien Cottereau, Fabio Marra ou encore l'humoriste controversé Dieudonné pour la mise en scène de la pièce Émeutes en banlieue en 2006.